# Terms of My Surrender
Terms of My Surrender è un album in studio del cantautore statunitense John Hiatt, pubblicato nel 2014.

## Tracce
1. Long Time Comin' – 4:12
2. Face of God – 3:42
3. Marlene – 3:01
4. Wind Don't Have to Hurry – 3:47
5. Nobody Knew His Name – 4:25
6. Baby's Gonna Kick – 4:07
7. Nothin' I Love – 4:23
8. Terms of My Surrender – 3:29
9. Here to Stay – 3:55
10. Old People – 4:30
11. Come Back Home – 3:07